# Tetropium aquilonium
Tetropium aquilonium là một loài bọ cánh cứng trong họ Cerambycidae.